# Kanegasaki
Kanegasaki (金ケ崎町, Kanegasaki-chō) est un bourg du district d'Isawa, situé dans la préfecture d'Iwate, au Japon.

## Géographie

### Démographie
Au 1er novembre 2013, la population de Kanegasaki s'élevait à 16 154 habitants répartis sur une superficie de 179,77 km2.

## Jumelage
- Amherst (États-Unis) depuis 1993
- Changchun (Chine) depuis 1989
- Leinefelde-Worbis (Allemagne) depuis 2001